# Военная диктатура в Аргентине
Военная диктатура (хунта) в Аргентине существовала в стране с 1976 года, когда в ходе  государственного переворота, свершившегося на фоне жестоких фракционных конфликтов между сторонниками недавно умершего президента Хуана Доминго Перона, и до 1983 года, когда после поражения в Фолклендской войне (1982) правящая хунта столкнулась с растущей публичной оппозицией и была вынуждена оставить власть. 

## Предыстория
Военные всегда играли существенную роль в политике Аргентины, история страны отмечена частыми и продолжительными периодами правления военными. Популярный аргентинский лидер, Хуан Перон, три раза занимавший пост президента Аргентины, служил полковником в армии и впервые пришёл к власти в 1943 году в результате военного переворота. Он провозгласил новый курс на так называемый хустисиализм, политику национализма, которую он называл «третьим путём», альтернативным и капитализму и коммунизму. После повторного избрания на должность президента путём всенародного голосования, Перон был свергнут и выслан из страны в результате так называемой «Освободительной революции» в 1955 году.
После череды слабых правительств и семилетнего военного правления Перон вернулся в Аргентину в 1973 году, проведя 17 лет изгнания во франкистской Испании, на фоне усиления политических волнений, расколов в перонистском движении и вспышек политического насилия. Его возвращение было отмечено 20 июня 1973 года бойней в Эсейсе, после чего правое перонистское движение стало доминирующей политической силой в стране.
Перон был избран на демократических выборах президентом в 1973 году, но умер в июле 1974 года. Его вице-президент и третья жена, Исабель Перон автоматически сменила его на посту президента, но она проводила слабую и неэффективную политику. Ряд революционных организаций — главная из которых Монтонерос, группа крайне левых перонистов — усилили свою деятельность по эскалации политического насилия (включая похищения людей и взрывы) на фоне противостоящим им жёстких репрессивных и карательных мер армии и полиции. 
Кроме того, правые военизированные группы вышли на новый уровень насилия: в частности, возникновение «эскадронов смерти» ААА под ведомством Хосе Лопеса Реги, перонистского министра социального обеспечения и члена масонской ложи P-2. 
В декабре 1975 была предпринята попытка правого военного переворота во главе с бригадиром ВВС Орландо Каппельини. 

24 марта 1976 года президент Исабель Перон была свергнута военной хунтой, возглавляемой генералом Хорхе Рафаэлем Виделой.

## История
В марте 1976 года произошёл государственный переворот, свергнувший президента Исабель Перон.
К власти пришла военная хунта, которую возглавляли генерал Хорхе Рафаэль Видела, адмирал Эмилио Эдуардо Массера и бригадный генерал Орландо Рамон Агости. Она применяла для достижения своих целей самые жестокие методы: похищения, пытки и убийства.
Лидеры хунты проводили Процесс национальной реорганизации (Proceso de Reorganización Nacional, часто сокращённо называемый Процессом (исп. el Proceso) — название, данное ими самими. 
Период между 1976 и 1983 годами также известен как годы «Грязной войны». Активизировавшиеся повстанцы «левого» толка пытались противодействовать военной хунте.
Оппозиция правительству подавлялась с применением «эскадронов смерти», в результате чего пропало без вести от 10 до 30 тыс. граждан, реальных или мнимых оппозиционеров. (см. также Операция «Кондор»)
Хунта использовала проводимый в стране Чемпионат мира по футболу 1978 года как возможность для националистической пропаганды, а также для своей легитимации в мире.
Фолклендская война: 
социальная напряжённость способствовала принятию хунтой решения в 1982 году о силовой попытке возвращения Мальвинских (Фолклендских) островов (спор о принадлежности островов начался ещё в XVIII веке, с 1833 года территория которых была оккупирована Великобританией; Аргентина считала, что острова принадлежат ей по праву наследования от Испании). 
В целях преодоления экономического кризиса и чтобы отвлечь внимание общества от коррупции и экономических просчётов генерал Леопольдо Гальтиери отдал приказ аргентинской армии высадиться на Мальвинских островах. Войска заняли Мальвинские острова, а также остров Южная Георгия. В ответ на аргентинскую акцию Великобритания неожиданно отправила в Южную Атлантику мощную военно-морскую группировку. Боевые действия между Великобританией и Аргентиной продолжались полтора месяца и завершились поражением аргентинских сил. Острова вновь оказались под юрисдикцией Великобритании; на сегодняшний день Великобритания продолжает удерживать острова, однако Аргентина не отказалась от претензий на них.
В начале 1983 года, после семи лет безраздельной власти правительство Аргентины практически полностью лишилось поддержки населения. Хунте пришлось объявить, что она передаст власть избранному правительству; выборы были назначены на 30 октября 1983 года. В период перед выборами хунта издала закон об амнистии, освобождавший военных и полицейских от ответственности за преступления, совершённые ими в период военной диктатуры.
На выборах победил Рауль Альфонсин (вступил в должность 13 декабря 1983) и радикалы, набрав абсолютное большинство голосов и на президентских выборах, и на выборах в Национальный конгресс, хотя перонистам досталась половина мест в сенате. 
Он и партия радикалов были твёрдо намерены сократить военные расходы и поставить армию под контроль гражданского правительства.
После вступления в должность по приказу Альфонсина были немедленно арестованы Видела, Виола, Гальтьери и их соратники из военной хунты (два месяца спустя по обвинению в убийстве был арестован Биньоне); 
Национальный конгресс объявил закон об амнистии не имеющим силы. Всем старшим офицерам в армии было предложено подать в отставку. 
Чтобы излишне не обострять отношений с вооружёнными силами, Альфонсин отдал распоряжение, чтобы преступления офицеров были рассмотрены военным судом; однако родственники жертв объявили, что возбудят дела против преступников в гражданских судах.

## Президенты Аргентины в период 1976—1983
- Хорхе Рафаэль Видела, 29 марта 1976 — 29 марта 1981
- Роберто Эдуардо Виола, 29 марта — 11 декабря 1981
- Карлос Лакосте, 11 — 22 декабря 1981
- Леопольдо Галтьери, 22 декабря 1981 — 18 июня 1982
- Альфредо Сен-Жан, 18 июня 1982 — 1 июля 1982
- Рейнальдо Биньоне, 1 июля 1982 — 10 декабря 1983

## Военные хунты
В течение Процесса национальной реорганизации страной правили четыре военные хунты, последовательно сменявшие друг друга, каждая хунта состояла из глав трёх ветвей аргентинских Вооружённых Сил:
| Главнокомандующий Сухопутными войсками                | Главнокомандующий ВМС       | Главнокомандующий ВВС               |
| ----------------------------------------------------- | --------------------------- | ----------------------------------- |
| Первая хунта (1976—1978)                              |                             |                                     |
| генерал-лейтенант Хорхе Видела                        | адмирал Эмилио Массера      | бригадный генерал Орландо Агости    |
| Вторая хунта (1978—1981)                              |                             |                                     |
| генерал-лейтенант Роберто Виола                       | адмирал Армандо Ламбрусчини | бригадный генерал Омар Граффинья    |
| Третья хунта или Хунта Фолклендской войны (1981—1982) |                             |                                     |
| генерал-лейтенантl Леопольдо Галтьери                 | адмирал Хорхе Анайя         | бригадный генерал Басилио Лами Досо |
| Четвёртая хунта (1982—1983)                           |                             |                                     |
| генерал-лейтенант Кристино Николаидес                 | адмирал Рубен Франко        | бригадный генерал Аугусто Хьюз      |

## В  культуре
- Родольфо Уолш. «Открытое письмо писателя военной хунте»
- х/ф «Официальная версия» (1985)
- х/ф «Ночь карандашей», посвящённый событиям 16 сентября 1976 года[2] (1986)
- х/ф «Мечтая об Аргентине», историческая драма о событиях «Грязной войны» (2003)
- х/ф «Аргентина, 1985», историческая драма о событиях после правления военной хунты в Аргентине (Аргентина, 2022)

24 марта, день переворота 1976 года, сегодня отмечается в Аргентине как Национальный день памяти правды и закона.